# Rogers Communications
Rogers Communications — канадская телекоммуникационная компания, предоставляет услуги проводной и мобильной связи, а также владеет теле- и радиокомпаниями, бейсбольный клубом «Торонто Блю Джейс» и его спортивной ареной Роджерс Центр.

## История
В 1921 году Эдвард Роджерс первым из канадцев передал радиосигнал через Атлантику. В 1925 году он разработал радиоприёмник, работающий от сети благодаря выпрямляюшим ток электронным лампам (до этого приёмники были только на аккумуляторах). Для производства таких приёмников он создал Rogers Majestic Corporation, а также радиостанцию CFRB. В 1931 году он получил первую а Канаде лицензию на экспериментальное телевещание, но в 1939 году Эдвард Роджерс умер, и дела его предприятий пришли в упадок. Возрождением семейного бизнеса занялся его сын Тэд Роджерс в 1960 году, начав с покупки радиостанции CHFI-FM; в том же году была зарегистрирована компания Rogers Radio Broadcasting. В 1965 году он получил первую в Канаде лицензию на создание сети кабельного телевидения. В 1978 году была поглощена вторая крупнейшая компания на этом рынке, Canadian Cablesystems, а также началось расширение кабельной сети в США. В 1979 году Rogers Radio Broadcasting разместила свои акции на бирже. Покупка в 1981 году американской кабельной сети UA-Columbia Cablevision сделала Rogers Communications крупнейшим оператором кабельного телевидения в Северной Америке (1,75 млн абонентов).
В мае 1984 года Тэдом Роджерсом была создана новая компания Rogers Cantel Mobile Communications, которая занялась развитием сотовой телефонии в Канаде. В феврале 1989 году за 1,58 млрд долларов была продана кабельная сеть в США; вырученные средства были направлены на расширение кабельной сети в Канаде, развитие мобильной связи и покупку оператора проводной телефонии CNCP Telecommunications. В 1994 году за 2,5 млрд долларов был куплен медиаконгломерат Maclean Hunter, работавший в сферах кабельного телевидения и издательского дела. С 1997 года Rogers Communications начала предоставлять услуги доступа к сети интернет через свои кабельные сети. В конце 1990-х годов были созданы совместные предприятия и альянсы с такими компаниями, как AT&T, British Telecom и Microsoft; это позволило несколько снизить долг компании, большой долг приводил к постоянным убыткам, Rogers Communications выплачивала дивиденды только один раз, в 1979 году.
В сентябре 2000 года был куплен бейсбольный клуб «Торонто Блю Джейс». В 2005 году была куплена спортивная арена SkyDome, переименованная в Rogers Centre. В июле 2001 года была куплена канадская группа спортивных телеканалов Sportsnet.
В марте 2021 года было объявлено о поглощении Shaw Communications в сделке стоимостью 26 млрд долларов. Сделка была окончательно одобрена в апреле 2023 года.

## Собственники и руководство
Компанию контролирует фонд семьи Роджерсов Rogers Control Trust, он имеет право назначать всех членов совета директоров.
Председатель совета директоров — Эдвард Роджерс III (Edward S. Rogers III, род. 22 июня 1969 года), сын основателя. Его сестра Мелинда (Melinda Mary Rogers — Hixon) является заместителем председателя.
Президент и CEO — Энтони Стафиери (Anthony Staffieri) с начала 2022 года, до этого 10 лет был главным финансовым директором компании. До этого работал в основном конкуренте — Bell Canada. Также является председателем попечительного совета Университета Райерсона.

## Деятельность
Подразделения по состоянию на 2022 год:
- Wireless — услуги мобильной связи, 10,6 млн абонентов, 60 % выручки;
- Cable — проводная телефония, кабельные и волоконно-оптические сети, 2,3 млн пользователей интернета, 1,5 млн абонентов кабельного телевидения, 836 тыс. абонентов телефонии, 26 % выручки;
- Media — бейсбольный клуб «Торонто Блю Джейс», спортивная арена Роджерс Центр, права на трансляцию матчей НХЛ, телевизионные сети Sportsnet[англ.], Citytv[англ.], Omni Television[англ.], 54 радиостанций, доля в компании Maple Leaf Sports & Entertainment[англ.], владеющей несколькими спортивными клубами, телемагазин The Shopping Channel, 15 % выручки

Rogers Communications заняла 616-е место в списке крупнейших публичных компаний мира Forbes Global 2000 за 2023 год.